# Willem Canter
Willem Canter (Leeuwarden, 14 luglio 1542 – Lovanio, 1575) è stato un filologo classico olandese.

## Biografia
William Canter nacque a Leeuwarden il 14 luglio 1542. Noto per aver studiato le Bucoliche di Publio Virgilio Marone e le tragedie di Euripide, Sofocle e Eschilo, delle quali pubblicò l'edizione critica, Canter fu alunno di Jean Dorat a Parigi prima di diventare studioso indipendente a Louvain. Tradusse i Discorsi sacri di Publio Elio Aristide in latino.

## Opere
- Novae Lectiones, 1564
- Ratio emendandi, 1566
- Evripidis Tragoediae XIX, 1571
- Sophoclis tragoediae VII, 1579